# Kukal senegalski
Kukal senegalski (Centropus senegalensis) – gatunek średniej wielkości ptaka z rodziny kukułkowatych (Cuculidae). Zasiedla Afrykę Subsaharyjską oraz Egipt. Nie jest zagrożony wyginięciem.
Podgatunki i zasięg występowania
Wyróżnia się trzy podgatunki C. senegalensis:
- C. s. aegyptius (J.F. Gmelin, 1788) – północno-wschodni Egipt (Dolina i Delta Nilu)
- C. s. senegalensis (Linnaeus, 1766) – Senegal i Gambia do Erytrei, na południe do północno-zachodniej Angoli, południowo-środkowej Demokratycznej Republiki Konga i Ugandy
- C. s. flecki Reichenow, 1893 – wschodnia Angola do północno-wschodniej Namibii i południowo-zachodniej Tanzanii, na południe po Malawi i Zimbabwe.

Morfologia
Osiąga długość 35–41 cm. Charakteryzuje się masywnym czarnym dziobem i długim ogonem. Upierzenie skrzydeł rdzawobrązowe, spód cytrynowy. Brak dymorfizmu płciowego.
Ekologia
Ptak osiadły. Gniazduje na terenach otwartych, porośniętych krzewami i wysoką trawą; rzadziej w ogrodach.
Status
W Czerwonej księdze gatunków zagrożonych Międzynarodowej Unii Ochrony Przyrody kukal senegalski nieprzerwanie od 1988 roku klasyfikowany jest jako gatunek najmniejszej troski (LC – Least Concern). Liczebność światowej populacji nie została oszacowana, ale ptak ten opisywany jest jako pospolity w znacznej części swego zasięgu występowania. Globalny trend liczebności populacji uznawany jest za spadkowy.